# Regne de Dublín
El Regne de Dublín (en irlandès gaèlic: Dubh Linn) va ser un petit però poderós enclavament nòrdic-gaèlic i centre comercial que controlava fonamentalment algunes porcions de la costa irlandesa al voltant de Dublín, coincidint aproximadament amb l'actual Comtat de Dublín. Els vikings van arribar a aquesta zona en algun moment del segle ix. L'any 841 ja hi ha proves de longphorts vikings a Irlanda. El regne se'n va anar gaelizant progressivament, igual que va succeir amb altres regions de tradició cèltica en diferents períodes històrics, produint-se un sincretisme cultural pel qual se'ls va conèixer com a nòrdic-gaèlics.
L'any 988 Máel Sechnaill mac Domnaill va liderar la conquesta irlandesa del regne de Dublín, data que la tradició pren per la de la fundació de la ciutat, encara que ja tenia alguns segles d'història. A mitjan segle xi el Regne de Leinster va començar a exercir gran influència sobre el de Dublín, i malgrat això aquest va sobreviure com a Estat independent fins a la invasió normanda d'Irlanda de l'any 1171.

## Reis de Dublín
El regne va ser governat per una monarquia d'origen escandinau, probablement noruega, adaptant-se a la cultura goidèlica a partir del regnat de Máel Sechnaill mac Domnaill. La dinastia nòrdic-gaèlic Uí Ímair, fundada pel Ivar el desossat, va ser la més extensa, influent i poderosa a Dublín i d'altres territoris vikings de les Illes del Nord a l'Era vikinga.